# FFH STD
Firma Fonograficzno–Handlowa STD powstała w 1987 roku. Na początku działalności zajmowała się produkcją kaset magnetofonowych i czyszczących. W 1990 roku wypuściła na rynek kasetę demagnetyzującą, która w owym czasie była dużym osiągnięciem technicznym na rynku. W 1992 roku STD zaczęła działalność fonograficzną, wydając muzykę na kasetach magnetofonowych, a potem na płytach kompaktowych. W tym samym roku firma fonograficzna produkowała wspólnie z Blue Star kasety licencyjne. W 1993 roku zaczęto produkować pierwsze kasety opatrzone logiem STD, a współpraca z Blue Star trwała do 1995 roku.
Do końca 2003 roku wydała prawie 600 tytułów. Wśród wykonawców znaleźli się m.in. Krzysztof Krawczyk, Andrzej Rybiński, Andrzej Rosiewicz, Jan Zieliński, Monika Borys, Renata Danel, Barbara Książkiewicz, Marysia Sadowska.
Firma zajmowała się również wydawaniem muzyki dla dzieci (np. zespół Pędziwiatry, Chochliki, Monika Borys, Brajan) oraz zespołów wykonujących polskie i światowe przeboje, tzw. covery (np. zespół Babylon, SOS, Jambo Africa, Salsa). Wypromowała wiele gwiazd disco polo, m.in.:
- Antoś Szprycha
- Voyager
- Toledo
- Venus
- Justyna i Piotr
- Kapela Wuja Zdzisia

Współpracowała z kilkudziesięcioma rozgłośniami radiowymi, w których emitowana była jej muzyka. Zrealizowała wiele teledysków, wydając je na kasetach video.
Współprodukowała programy telewizyjne: "Magazyn Pana M.” dla TVP S.A. Szczecin, "Disco Relax” dla TV Polsat, "W rytmie disco polo" dla TV Wisła. Zajmowała się również organizacją koncertów, plenerowych i halowych, z udziałem zespołów disco polo (katowicki Spodek, Opera Leśna w Sopocie, amfiteatry w Koszalinie i Kołobrzegu i wiele innych).

## Artyści należący do FFH STD
- Agnieszka Andrzejewska (później Tia Maria) i Din Dong (jako Agnieszka i Din Dong)
- Agnieszka Osmałek i Adrianna Plaza (duet Karo)
- Agnieszka Osmałek i Michał Jeleń (jako Agnieszka i Michał)
- Alias
- Alpari
- Ambasador
- Andrzej i Eliza
- Andrzej Rosiewicz
- Antares
- Antoś i Ziuta Szprychowie[a]
- Babylon "HIT"[b]
- Bambino
- Barbara Książkiewicz
- Beata Kordus "Victoria"[c]
- Bestia
- Big Dance
- Blue Box K&A (wcześniej Blue Box)
- Bobi
- Bogdan Grad (wydał solowy album)
- Bosanova
- Bożena Wdowiuk "Diana"
- Brajan Bańkowski
- Caprys
- Casablanca
- Chorus
- Colorado
- Contra
- Dallas
- Daniela
- Danuta Stankiewicz "Lolita"
- Dariusz Graf "Mirage"
- Dariusz Nowicki[d]
- De Menels
- Diament
- Didi System
- Don Żako i Gipsy Roma
- Duet Banett
- Egon Brothers
- Elena Kwiatkowska (jako Elena)
- Fantastic Boys
- Format
- Heven
- Holiday
- Jacek Szyłkowski
- Jambo Africa
- Jan Zieliński (z grupy Bolter)
- Jim Gatsby "Wowa"
- Joker
- Justyna i Piotr
- Kaczory
- Kajax
- Kapela Wuja Waldka
- Kapela Wuja Zdzisia
- Karo
- Kolorowe Trio
- Krzysztof Cieciuch
- Krzysztof Krawczyk
- K&K Studio Singers
- Libra
- Lech Stawski "KIS"
- Lena
- Leśne Ludki[e]
- Love System
- Magdalena Durecka
- Marco Polo
- Marek Rumiński "Igor"
- Maria Sadowska
- Medical
- Melody (do 1996 Grupa Karo)
- Merano
- Merci
- Mikołaj Hertel
- Mister Dex
- Monika Borys
- Nemesis
- Niespodzianka
- Okay
- Oni
- Opus
- Palermo
- Pamela
- Panama
- Pap
- Paradoks
- Patrycja Adamczak[f]
- Pędziwiatry
- Pod Gruszą
- Radiowe Nutki
- Redox
- Remi Dance
- Remont
- Renata Danel
- Rewers
- Roman Karczewski
- Salsa
- Saragossa
- Seweryn
- Shaker
- Silver
- SOS
- Sweet
- Tarzan Boy
- Tatuash
- Terne Roma
- Tęcza
- Time[g]
- Toledo
- T&T
- Vento
- Venus
- Vexel (w latach 1995–1996 Valentino)
- Voyager
- Waldemar Kleban (jako Waldemar)
- Walery Pantera
- Waterloo
- Zibo

## Katalog (niekompletny)
W tym katalogu są prezentowane kasety/płyty wydane bez współpracy z firmą fonograficzną Blue Star.

### Kasety magnetofonowe
- MC001 – Kapela Wuja Waldka Przeboje Kapeli Wuja Waldka 1993
- MC002 – Kapela Wuja Waldka Przeboje Kapeli Wuja Waldka vol.2 1993
- MC003 – Redox Kici, kici 1993
- MC004 – Ale-Gro Zabawa radomska 1993
- MC005 – Tęcza Tęcza 1993
- MC006 – Bestia Bestia 1993
- MC006 – Radiowe Nutki Małe Disco 4 1993
- MC007 – brak danych
- MC008 – Okay Zabierz mnie 1993
- MC009 – Radiowe Nutki Małe Disco 5 1993
- MC010 – Libra Ze mną bądź 1993
- MC011 – K&K Studio Singers Hity z satelity po polsku 1993
- MC012 – brak danych
- MC013 – Ambasador Całuję cię różo 1993
- MC014 – Redox Szabadabadaba 1993
- MC015 – Orix Spryciula 1993
- MC016 – Dallas Ciemnowłosa 1993
- MC017 – Palermo Bawmy się 1993
- MC018 – Gwiazdkowe przeboje 1993
- MC019 – Duet Banett Bad Boys Blue po polsku 1993
- MC020 – Walery Pantera Italo Disco po polsku 1993
- MC021 – Walery Pantera Italo Disco po polsku vol.2 1993
- MC022 – Magdalena Durecka Magda Dance Mega Mix – na bis!!! 1993
- MC023 – K&K Studio Singers Al Bano & Romina Power Największe przeboje po polsku 1993
- MC024 – K&K Studio Singers Baw się razem z nami (Super Dance Mix) 1993
- MC025 – Gwiazdy na gwiazdkę – Śpiewają kolędy 1993
- MC026 – Grupa Karo Boney M. po polsku 1993
- MC027 – Radiowe Nutki Małe Disco 6 1994
- MC028 – K&K Studio Singers Hity z satelity po polsku vol.2 1994
- MC029 – K&K Studio Singers Disco Mania 1994
- MC030 – Chorus Czy ty wiesz 1994
- MC031 – Redox Bananek 1994
- MC032 – Libra Oj dana dana 1994
- MC033 – Didi System Zatańcz ze mną 1994
- MC034 – Walery Pantera Italo Disco po polsku vol.4 1994
- MC035 – Krzysztof Krawczyk Moje przeboje 1994
- MC036 – Grupa Karo Boney M. po polsku vol.2 1994
- MC037 – Grupa Karo Baccara po polsku 1994
- MC038 – Grupa Karo Nadchodzi wiosna 1994
- MC039 – K&K Studio Singers Hity z satelity po polsku vol.3 1994
- MC040 – Grupa Karo Bee Gees po polsku – największe przeboje 1994
- MC042 – Dallas Monika 1994
- MC044 – Egon Brothers Disco jak cholera 1994
- MC045 – Krzysztof Krawczyk Country Album 1994
- MC046 – Grupa Karo Jamajka 1994
- MC050 – Przeboje STD 1 1994
- MC053 – Grupa Karo W rytmie tanga 1994
- MC054 – Grupa Karo Wspomnienie 1994
- MC055 – Andrzej i Eliza Nasze przeboje 1994
- MC056 – Jan Zieliński 18 lat dziś masz 1994
- MC057 – Redox Milutka 1994
- MC058 – Andrzej Rosiewicz Złote przeboje 1994
- MC059 – Pod Gruszą Ludowe przeboje 1994
- MC060 – Pod Gruszą Ludowe przeboje vol.2 1994
- MC061 – Kaczory Kaseta Turystyczna 1994
- MC062 – Dallas Kochajcie nas dziewczyny 1994
- MC063 – Bernard Ładysz & Zbigniew Ładysz Ładysz & Ładysz 1994
- MC064 – Przeboje STD 2 1994
- MC065 – Jan Zieliński Daj mi tę noc. Moje przeboje 1994
- MC066 – Marco Polo Ty i ja 1994
- MC067 – Disco Show 1994
- MC069 – Grupa Karo Jamajka 1994
- MC070 – Grupa Karo Baccara 1994
- MC071 – Don Żako & Gipsy Roma 1994
- MC072 – Don Żako & Gipsy Roma 2 1994
- MC073 – Don Żako & Gipsy Roma 3 1994
- MC074 – Disco Show vol.2 1994
- MC077 – Merano Więzienne wspomnienia 1994
- MC078 – Grupa Karo Boney M. 1994
- MC079 – Saragossa Saragossa 1994
- MC080 – Vexel Jeszcze dzień 1994
- MC081 – Chorus Riki tiki 1994
- MC082 – Nemesis Mów mi kochanie 1994
- MC083 – Redox Śliczna podróżniczka 1994
- MC084 – Romantyczne przeboje 1994
- MC085 – Pap Baw się razem z nami 1994
- MC086 – Monika Borys Najpiękniejsze kolędy 1994
- MC087 – Pędziwiatry Kolędy 1994
- MC088 – Renata Danel Nie wyjeżdżaj kochany beze mnie 1994
- MC089 – Aktorzy Teatru Baj Pomorski w Toruniu O Królowej Śniegu 1995
- MC090 – brak danych
- MC091 – Disco Show vol.3 1995
- MC092 – Przeboje lat 60-tych 1995
- MC093 – Bambino Słodka stokrotka 1995
- MC094 – Music Service Music Service 1995
- MC095 – Merci Moja cyganka 1995
- MC096 – Przeboje lat 60-tych vol.2 1995
- MC097 – brak danych
- MC098 – Romantyczne przeboje 2 1995
- MC099 – Pędziwiatry Na szlaku 1995
- MC100 – Pędziwiatry Przygody 1995
- MC101 – brak danych
- MC102 – Disco Polo Hits 1995
- MC103 – Heven Zawsze razem 1995
- MC104 – Alpari Zapytaj dziewczyno 1995
- MC105 – Merano Gdzie jesteś gdzie 1995
- MC106 – Vento Wojo, wojo 1995
- MC107 – Disco Polo Hits vol.2 1995
- MC108 – brak danych
- MC109 – Cygańskie Disco Polo 1995
- MC110 – Cygańskie Disco Polo vol.2 1995
- MC111 – Bosanova Moja mała 1995
- MC112 – Remont Remont 1995
- MC113 – Przeboje lat 60-tych vol.3 1995
- MC114 – Przeboje lat 60-tych vol.4 1995
- MC115 – Kajax Nie warto czekać 1995
- MC116 – Redox Największe przeboje 1995
- MC117 – Casablanca Biesiada '95 1995
- MC118 – Romantyczne przeboje 1995
- MC119 – Romantyczne przeboje vol.2 1995
- MC120 – Romantyczne przeboje vol.3 1995
- MC121 – Disco Polo Hits vol.3 1995
- MC122 – Caprys Best mix '95 Redox Polo Dance 1995
- MC123 – New Disco Polo Dance 1995
- MC124 – Valentino Upływa życie 1995
- MC125 – brak danych
- MC126 – Voyager Polskie dziewczyny 1995
- MC127 – Antares Gorąca miłość 1995
- MC128 – Bosanova Letnie disco polo 1995
- MC129 – New Disco Polo Dance vol.2 1995
- MC130 – Polskie przeboje lat 70/80 1995
- MC131 – Agnieszka & Din Dong Oazowe Disco 1995
- MC132 – Casablanca Biesiada '95 vol.2 1995
- MC133 – brak danych
- MC134 – Remi Dance Hej dziewczyno 1995
- MC135 – Cygańskie Disco Polo vol.3 1995
- MC136 – brak danych
- MC137 – Disco Polo Show 1995
- MC138 – brak danych
- MC139 – brak danych
- MC140 – brak danych
- MC141 – Paradoks Noce nad jeziorem 1995
- MC142 – Disco Polo Show vol.2 1995
- MC143 – brak danych
- MC144 - Disco Polo Live 1995
- MC145 – Disco Polo Live vol.2 1995
- MC146 – Casablanca Najpiękniejsze kolędy 1995
- MC147 – New Disco Polo Dance vol.3 1995
- MC148 – brak danych
- MC149 – Alias Żółty liść 1995
- MC150 – Big Dance Balla balla 1995
- MC151 – Chorus Gonzales 1995
- MC152 – brak danych
- MC153 – Casablanca Mały statek 1996
- MC154 – Cygańskie Disco Polo vol.4 1996
- MC155 – Disco Polo Show vol.3 1996
- MC156 – Ballady w rytmie disco polo 1996
- MC157 – Złote Przeboje Disco Polo 1996
- MC158 – Złote Przeboje Disco Polo vol.2 1996
- MC159 – Nemesis Podaruję Ci świat 1996
- MC160 – Bawmy się z Disco Polo 1996
- MC161 – Złota kolekcja disco polo 1996
- MC162 – Złota kolekcja disco polo vol.2 1996
- MC163 – Złota kolekcja disco polo vol.3 1996
- MC164 – Złota kolekcja disco polo vol.4 1996
- MC165 – Złota kolekcja disco polo vol.5 1996
- MC166 – Najlepsze z Najlepszych'96 1996
- MC167 – Tarzan Boy Kaligula 1996
- MC168 – Cygańskie Disco Polo vol.5 1996
- MC169 – Gala Piosenki Disco Polo 1996
- MC170 – Medical My Polacy 1996
- MC171 – Big Dance Bananowe sny 1996
- MC172 – Gala Piosenki Disco Polo vol.2 1996
- MC173 – Disco Polo Show Mix 1996
- MC173 – Venus Szukaj serca 1996
- MC174 – Bawmy się z Disco Polo vol.2 1996
- MC175 – Złote przeboje disco polo vol. 3 1996
- MC176 – brak danych
- MC177 – Pamela Hobby 1996
- MC178 – Voyager A my lubimy dziewczyny 1996
- MC179 – Bosanova Kochaj mnie 1996
- MC180 – Disco Polo Show vol.4 1996
- MC181 – Złote przeboje disco polo vol. 4 1996
- MC182 – brak danych
- MC183 – brak danych
- MC184 – Złota kolekcja disco polo 2 1996
- MC185 – Złota kolekcja disco polo 2 vol.2 1996
- MC186 – Gala Piosenki Disco Polo vol.3 1996
- MC187 – Złote przeboje disco polo vol. 5 1996
- MC188 – Fantastic Boys Kolorowy świat 1996
- MC189 – Disco Polo Show Mix vol. 2 1996
- MC190 – Joker Moc miłości 1996
- MC191 – Alias W starym parku 1996
- MC192 – Shaker Jest jak jest 1996
- MC193 – Top 28 Złote Hity 1996
- MC194 – Top 28 Złote Hity vol.2 1996
- MC195 – Złote przeboje disco polo vol. 6 1996
- MC196 – Zimowe Przeboje Disco Polo. Pokochaj Zimę 1996
- MC197 – Cygański Mix Disco Polo 1996
- MC198 – Chorus Szumi las 1996
- MC199 – Victoria Pocałunki 1996
- MC200 – Top 28 Złote hity disco polo vol. 3 1997
- MC201 – Złote przeboje disco polo vol. 7 1997
- MC202 – Mister Dex Podarunki 1997
- MC203 – Tarzan Boy Moje sny 1997
- MC204 – Najlepsze z Najlepszych-Nowe Przeboje Disco Polo 1997
- MC205 – Casablanca Weź me serce 1997
- MC206 – Panama Czerwona róża 1997
- MC207 – brak danych
- MC208 – Voyager Super Mix '97 1997
- MC209 – Dowcipy o Blondynkach 1997
- MC210 – Venus Nasza nastolatka 1997
- MC211 – W rytmie disco polo 1997
- MC212 – Krzysztof Cieciuch Zdobyć szczyt 1997
- MC213 – Big Dance Wesele na żywo 1997
- MC214 – Antoś Szprycha Antoś i dziewczynki 1997
- MC215 – Leśne Ludki Piosenki o Smerfach i nie tylko 1997
- MC216 – Najlepsze z Najlepszych-Nowe Przeboje Disco Polo vol.2 1997
- MC217 – Lolita Może by tak gdzieś pojechać 1997
- MC218 – Kis-Lech Stawski Może jedno, może dwójka... 1997
- MC219 – Big Dance Życie na 100% 1997
- MC220 – Venus & Przyjaciele 1997
- MC221 – Krzysztof Cieciuch Show Czerwona jarzębina 1997
- MC222 – Ballady i romanse 1997
- MC223 – Voyager Marianna 1997
- MC224 – Antoś Szprycha Wspomnienie po kaszanie 1997
- MC225 – Najlepsze z Najlepszych-Nowe Przeboje Disco Polo vol.3 1997
- MC226 – Big Dance Przeboje na wesele 1997
- MC227 – Top 10 Złota Dziesiątka 1997
- MC228 – Justyna i Piotr Jak ptaki na niebie 1997
- MC230 – Leśne Ludki Leśne skrzaty 1997
- MC231 – Kolekcja gwiazd vol. 1 1997
- MC232 – Kolekcja gwiazd vol. 2 1997
- MC233 – Kolekcja gwiazd vol. 3 1997
- MC234 – Kolekcja gwiazd vol. 4 1997
- MC235 – Top 10 Złota Dziesiątka vol.2 1997
- MC236 – Casablanca Największe przeboje 1997
- MC237 – Big Dance Ludowe przeboje dla wszystkich 1997
- MC238 – Big Dance Ludowe przeboje dla wszystkich vol. 2 1997
- MC239 – Big Dance Ludowe przeboje dla wszystkich vol. 3 1997 (błędnie jako MC229)
- MC239 – Waldemar Najpiękniejsze kolędy 1997
- MC240 – Waldemar Inny świat 1997
- MC241 – Gwiazdy na gwiazdkę 1997
- MC242 – Big Dance Zimowe piosenki 1997
- MC243 – Kis-Lech Stawski Białe Boże Narodzenie 1997
- MC244 – brak danych
- MC245 – Toledo Zakochajmy się 1997
- MC246 – Krzysztof Cieciuch Boys-band 1998
- MC247 – Antoś Szprycha Obiecanki, cacanki 1998
- MC248 – Przeboje'98 Disco Polo 1998
- MC249 – Big Dance Biesiada po polsku 1998
- MC250 – Diana Greckie wino 1998
- MC251 – Przeboje'98 Disco Polo vol.2 1998
- MC252 – Śmieszne Hity Disco Polo 1998
- MC253 – Bobi Chłopak na niepogodę 1998
- MC254 – Big Dance Tanga i walce 1998
- MC255 – Nowości! Najnowsze przeboje 1998
- MC256 – Big Dance Przeboje na wesele vol. 2 1998
- MC257 – Venus Magiczne miejsca 1998
- MC258 – Voyager Johny 1998
- MC259 – Love System A teraz my 1998
- MC260 – Przeboje'98 Disco Polo vol.3 1998
- MC261 – Waldemar Największe przeboje 1998
- MC262 – Big Dance Ludowe przeboje dla wszystkich vol. 4 1998
- MC263 – Andrzej Rosiewicz Disco Rżysko Kalifornia 1998
- MC264 – Big Dance Biesiada po polsku vol. 2 1998
- MC265 – Beata Znikający punkt 1998
- MC266 – Disco Polo Hits'98 1998
- MC267 – Disco Polo Hits'98 vol.2 1998
- MC268 – brak danych
- MC269 – Toledo Prawda i sny 1998
- MC270 – Big Dance Tanga i walce 2 1998
- MC271 – Disco Polo Hits'98 vol.3 1998
- MC272 – Diana Suliko 1998
- MC273 – Big Dance Ludowe przeboje dla wszystkich vol. 5 1998
- MC274 – Cygańskie przeboje 1998
- MC275 – Ziuta Szprychowa Wybryki Ziutki Szprychy 1998
- MC276 – Disco Polo Przeboje wszech czasów 1998
- MC277 – Disco Polo Przeboje wszech czasów vol.2 1998
- MC278 – STD prezentuje vol. 1 1998
- MC279 – Big Dance Tanga i walce 3 1998
- MC280 – Kapela Wuja Zdzisia Tramwaj 1998
- MC281 – Leśne Ludki Jadą misie 1999
- MC282 – Pije Kuba do Jakuba... Na weselu vol.1 1999
- MC283 – Pije Kuba do Jakuba... Na weselu vol.2 1999
- MC284 – STD prezentuje vol. 2 1999
- MC285 – Big Dance Z mundurem na wesoło 1999
- MC286 – STD prezentuje vol. 3 1999
- MC287 – Waldemar Przeboje znane i lubiane 1999
- MC288 – Antoś Szprycha Z kosą do Europy 1999
- MC289 – Super Przeboje Piosenki na życzenie 1999
- MC290 – Super Przeboje Piosenki na życzenie vol.2 1999
- MC291 – Super Przeboje Piosenki na życzenie vol.3 1999
- MC292 – brak danych
- MC293 – Top Super Przeboje 1999
- MC294 – Big Dance Biesiada po polsku vol. 3 1999
- MC295 – Top Super Przeboje vol.2 1999
- MC296 – Diana Wiśniowy sad 1999
- MC297 – Seweryn Zawołaj mnie 1999
- MC298 – Big Dance Tanga i walce 4 1999
- MC299 – Voyager The best of 1999
- MC300 – Big Dance The best of 1999
- MC301 – Venus The best of Venus 1999
- MC302 – Antoś Szprycha The best of Antoś Szprycha 1999
- MC303 – Bobi Szesnaście lat 1999
- MC304 – Love System Siciliano 1999
- MC305 – Top Super Przeboje vol.3 1999
- MC306 – Big Dance Przeboje dla rezerwy 1999
- MC307 – Venus Zakazany owoc 1999
- MC308 – Kolorowe Trio Mój konik na biegunach 1999
- MC309 – Piosenki na lato 1999
- MC310 – brak danych
- MC311 – Top Super Przeboje vol.4 1999
- MC312 – brak danych
- MC313 – Justyna i Piotr Wakacyjna miłość 1999
- MC314 – T&T Zatańcz z nami 1999
- MC315 – Toledo Radosne lata dni 1999
- MC316 – Disco Polo Show vol.1 1999
- MC317 – Ziuta Szprychowa Zwariowane podwórko 1999
- MC318 – Big Dance Tanga i walce 5 1999
- MC319 – Format Nadzieja 1999
- MC320 – Holiday Jestem zakochany 1999
- MC321 – Top 2000 1999
- MC322 – Przebój za Przebojem 1999
- MC323 – Przebój za Przebojem vol.2 1999
- MC324 – brak danych
- MC325 – Kapela Wuja Zdzisia Jadziem, panie Zielonka 1999
- MC326 – Big Dance Piosenki ciemnej ulicy 1999
- MC327 – Brajan Żabka mała 1999
- MC328 – Diana Najpiękniejsze kolędy 1999
- MC329 – Big Dance Biesiada po polsku vol. 4 1999
- MC330 – Top 2000 vol. 2 1999
- MC331 – Antoś i Ziuta Szprychowie Piosenki o najpiękniejszych bajkach świata 2000
- MC332 – Top 2000 vol. 3 2000
- MC333 – Zibo Rozpalasz mnie 2000
- MC334 – brak danych
- MC335 – brak danych
- MC336 – brak danych
- MC337 – Hit za hitem 2000
- MC338 – Igor Zapomniałaś, dziewczyno 2000
- MC339 – Venus Kawiarenki 2000
- MC340 – Big Dance Tanga i walce 6 2000
- MC341 – Contra Izabella 2000
- MC342 – Waldemar Hej, sokoły, hej, Kozacy 2000
- MC343 – Big Dance Greckie przeboje 2000
- MC344 – Hit za hitem vol. 2 2000
- MC345 – Antoś Szprycha Kolorowe pocztówki 2000
- MC346 – Justyna i Piotr Ciao Italia 2000
- MC347 – Voyager Jabłuszko pełne snów 2000
- MC348 – De Menels Rock nie wyrock 2000
- MC349 – Love System Hej, wesele! 2000
- MC350 – Hit za hitem vol. 3 2000
- MC351 – Diana Największe przeboje 2000
- MC352 – Bobi Bo z dziewczynami 200
- MC353 – Toledo Wakacyjny flirt 2000
- MC354 – Sweet Pocałunki 2000
- MC355 – Wspomnienie przebojów chodnikowych 2000
- MC356 – Wspomnienie przebojów chodnikowych vol. 2 2000
- MC357 – Barbara Książkiewicz Świat jest teatrem 2000
- MC358 – Venus Najpiękniejsze kolędy 2000
- MC359 – Przeboje dla Ciebie 2000
- MC360 – Justyna i Piotr Najpiękniejsze kolędy 2000
- MC361 – Darek Nowicki The best of Darek Nowicki 2000
- MC362 – brak danych
- MC363 – Opus Miłosna gra 2000
- MC364 – Big Dance Biesiada po polsku vol. 5 2000
- MC365 – Brajan Dwa koty 2000
- MC366 – Big Dance Tanga i walce 7 2000
- MC367 – Kis-Lech Stawski Bądź dziewczyną z moich marzeń 2001
- MC368 – Waterloo Portofino 2001
- MC369 – Patrycja Kolorowe marzenia 2001
- MC370 – Romans Zwariowany świat wiruje 2001
- MC371 – Igor Hej, dziewczyno 2001
- MC372 – Silver Słowa 2001
- MC373 – Babylon Caraibian Girl 2001
- MC374 – Big Dance Jedzie pociąg... 2001
- MC375 – Love System Papierowy księżyc 2001
- MC376 – Antoś Szprycha Adasiowi – wydanie specjalne 2001
- MC377 – Colorado Góralskie graffiti 2001
- MC378 – Diament Przyśpieweczki do wódeczki 2001
- MC379 – Mirage Zatańcz ze mną 2001
- MC380 – Big Dance Tanga i walce 8 2001
- MC381 – Elena Bajla Morena 2001
- MC382 – Venus Tyle słońca... 2001
- MC383 – Justyna i Piotr Ciao Italia vol. 2 2001
- MC384 – Lato 2001 2001
- MC385 – Zibo Zaraz wyruszamy 2001
- MC386 – Bogdan Grad Romantyczne gitary 2001
- MC387 – Big Dance Biesiada po polsku vol. 6 2001
- MC388 – Letnie wspomnienia 2001
- MC389 – Antoś Szprycha Wyborcza kiełbasa 2001
- MC390 – Terne Roma Buteleczka wina 2001
- MC391 – Babylon Malibu Song 2001
- MC392 – Niespodzianka Lubię białą czekoladę 2001
- MC393 – Kapela Wuja Zdzisia Słomiany wdowiec 2001
- MC394 – Salsa Największe przeboje – Enrique i Julio Iglesias 2001
- MC395 – Karo Największe przeboje Baccary 2001
- MC396 – Najpiękniejsze polskie kolędy 2001
- MC397 – Big Dance Najpiękniejsze tanga i walce 2002
- MC398 – Karnawałowe przeboje 2002
- MC399 – Avanti Acapulco 2002
- MC400 – Holiday Black & White 2002
- MC401 – Big Dance W siną dal 2002
- MC402 – Kochaj mnie, kochaj 2002
- MC403 – Agnieszka i Michał Dwudziestolatki 2002
- MC404 – Toledo Chciałem tyle dać 2002
- MC405 – Przeboje minionych lat 2002
- MC406 – Jambo Africa Złote przeboje 2002
- MC407 – Venus Szukaj mnie 2002
- MC408 – Patrycja Wszystkie barwy słońca 2002
- MC409 – Przeboje na lato 2002
- MC410 – Daniela Swingująca Daniela 2002
- MC411 – Big Dance Tanga i walce 9 2002
- MC412 – Mirage Fancy – Mirage 2002
- MC413 – Terne Roma Ślad taboru 2002
- MC414 – Rewers Odsłoń swoją twarz 2002
- MC415 – Oni Więcej niż słowa 2002
- MC416 – Toledo The best 2002
- MC417 – Justyna i Piotr Maleńkie serca dwa 2002
- MC418 – Rewers Letnie wspomnienie 2002
- MC419 – Muzyczne rozmaitości 2002
- MC420 – Salsa Największe przeboje – Ricky Martin, Enrique i Julio Iglesias 2003
- MC421 – SOS Happy New Year 2003
- MC422 – Waldemar Malowanka, przytulanka, życie 2003
- MC423 – Tatuash Ona i ja 2003
- MC424 – Justyna i Piotr Najpiękniejsze przeboje piosenki francuskiej 2003
- MC425 – Diament Na dancingu 2003
- MC426 – Summer Hits 2003
- MC427 – Blue Box K&A Chcę poczuć Ciebie 2003
- MC428 – Lena Po co mi to wszystko 2003
- MC429 – Justyna i Piotr Ciao Italia vol. 3 2003

### Płyty kompaktowe
- CD013 – Redox Największe przeboje 1995
- CD014 – Disco Polo Hits vol. 1 1995
- CD016 – New Disco Polo Dance vol. 1 1995
- CD017 – Disco Polo Show vol. 1 1995
- CD018 – Disco Polo Show vol. 2 1995
- CD019 – Cygańskie disco polo vol. 2 1995
- CD022 – Chorus Największe przeboje 1996
- CD023 – Voyager Polskie dziewczyny 1995
- CD024 – Alias Żółty liść 1995
- CD026 – Cygańskie disco polo vol. 4 1995
- CD029 – Big Dance Balla balla 1995
- CD032 – Cygańskie disco polo vol. 5 1996
- CD033 – Big Dance Bananowe sny 1996
- CD034 – Disco Polo Show Mix 1996
- CD035 – Tarzan Boy Kaligula 1996
- CD038 – Venus Szukaj serca 1996
- CD039 – Voyager A my lubimy dziewczyny 1996
- CD040 – Disco Polo Show vol. 4 1996
- CD047 – Złote przeboje disco polo vol. 5 1996
- CD049 – Alias W starym parku 1997
- CD050 – Top 28 Złote hity disco polo vol. 1 1997
- CD051 – Top 28 Złote hity disco polo vol. 2 1997
- CD052 – Top 28 Złote hity disco polo vol. 3 1997
- CD053 – Cygański mix disco polo 1997
- CD054 – Top 28 Złote hity disco polo vol. 3 1997
- CD055 – Złote przeboje disco polo vol. 7 1997
- CD056 – Mister Dex Podarunki 1997
- CD057 – Tarzan Boy Moje sny 1997
- CD058 – Casablanca Weź me serce 1997
- CD059 – Venus Nasza nastolatka 1997
- CD060 – Voyager Super Mix '97 1997
- CD061 – Venus Nasza nastolatka 1997
- CD063 – Krzysztof Cieciuch Zdobyć szczyt 1997
- CD064 – Lolita Może by tak gdzieś pojechać 1997
- CD065 – Najlepsze z Najlepszych-Nowe Przeboje Disco Polo vol.2 1997
- CD066 – Kis-Lech Stawski Może jedno, może dwójka... 1997
- CD067 – Big Dance Życie na 100% 1997
- CD068 – Voyager Marianna 1997
- CD069 – Antoś Szprycha Wspomnienie po kaszanie 1997
- CD070 – Najlepsze z Najlepszych-Nowe Przeboje Disco Polo vol.3 1997
- CD071 – Kolekcja gwiazd vol. 1 1997
- CD072 – Kolekcja gwiazd vol. 2 1997
- CD073 – Ludowe przeboje dla wszystkich 1997
- CD076 – Krzysztof Cieciuch Boys-band 1997
- CD077 – Antoś Szprycha Obiecanki cacanki 1998
- CD078 – Big Dance Biesiada po polsku 1998
- CD079 – Przeboje '98 Disco Polo vol. 1/2 1998
- CD080 – Venus Magiczne miejsca 1998
- CD083 – Przeboje '98 Disco Polo vol. 3 1998
- CD084 – Ludowe przeboje dla wszystkich vol. 4 1998
- CD085 – Big Dance Biesiada po polsku vol. 2 1998
- CD087 – Big Dance Tanga i walce 1998
- CD088 – Toledo Prawda i sny 1998
- CD089 – Big Dance Tanga i walce 2 1998
- CD090 – Diana Suliko 1998
- CD091 – Disco Polo Przeboje wszech czasów 1998
- CD092 – Disco Polo Przeboje wszech czasów vol. 2 1998
- CD093 – Cygańskie przeboje 1998
- CD094 – Big Dance Tanga i walce 3 1998
- CD095 – Big Dance Tanga i walce 4 1998
- CD096 – Antoś Szprycha Z kosą do Europy 1998
- CD097 – Big Dance Biesiada po polsku vol. 3 1998
- CD100 – Diana Wiśniowy sad 1999
- CD101 – Top super przeboje vol. 3 1999
- CD102 – Top super przeboje vol. 4 1999
- CD103 – Love System Siciliano 1999
- CD105 – Toledo Radosne lata dni 1999
- CD106 – Disco Show 1999
- CD107 – Ziuta Szprychowa Zwariowane podwórko 1999
- CD108 – Big Dance Tanga i walce 5 1999
- CD109 – Big Dance Biesiada po polsku vol. 4 2000
- CD110 – Hit za hitem 2000
- CD111 – Venus Kawiarenki 2000
- CD112 – Big Dance Tanga i walce 6 2000
- CD113 – Hit za hitem vol. 2 2000
- CD114 – Justyna i Piotr Ciao Italia 2000
- CD115 – Big Dance Greckie przeboje 2000
- CD116 – Jim Gatsby Nie zapomnij, że jestem mężczyzną 2000
- CD117 – Hit za hitem vol. 3 2000
- CD118 – Love System Hej, wesele! 2000
- CD119 – Wspomnienie przebojów chodnikowych 2000
- CD120 – Wspomnienie przebojów chodnikowych vol. 2 2000
- CD121 – Przeboje dla Ciebie 2000
- CD122 – Brajan Dwa koty 2000
- CD123 – Kis-Lech Stawski Bądź dziewczyną z moich marzeń 2001
- CD124 – Big Dance Tanga i walce 7 2001
- CD125 – Przeboje dla Ciebie vol. 2 2001
- CD126 – Mikołaj Hertel Plaże 2001
- CD130 – Love System Papierowy księżyc 2001
- CD132 – Justyna i Piotr Ciao Italia vol. 2 2001
- CD137 – Salsa Największe przeboje – Enrique i Julio Iglesias 2002
- CD138 – Karo Największe przeboje Baccary 2002
- CD141 – Venus Szukaj mnie 2002
- CD143 – Jambo Africa Złote przeboje 2002
- CD144 – Przeboje na lato 2002
- CD145 – Terne Roma Ślad taboru 2002
- CD147 – Justyna i Piotr Maleńkie serca dwa 2002
- CD148 – Muzyczne rozmaitości 2002
- CD149 – Najpiękniejsze polskie kolędy 2002
- CD150 – Salsa Największe przeboje – Ricky Martin, Enrique i Julio Iglesias 2003
- CD151 – Justyna i Piotr Najpiękniejsze przeboje piosenki francuskiej 2003
- CD152 – Summer Hits 2003
- CD153 – Blue Box K&A Chcę poczuć Ciebie 2003
- CD154 – Mikołaj Hertel Dźwięki nieba 2003
- CD155 – Justyna i Piotr Ciao Italia vol. 3 2003

Inne nagrania:
- Diament Przyśpieweczki do wódeczki 2001
- Maria Sadowska Jutro 1995
- Monika Borys Piosenki o najpiękniejszych bajkach świata
- Patrycja Bioaktywne hity z zakręconej płyty 2003[h]
- Romans Zwariowany świat 2001
- Super przeboje "Piosenki na życzenie" 1999 (5 części)
- Time Running Time 2003
- Voyager Bawmy się 1992
- Voyager Kochaj mnie 1993

### Kasety VHS
- VHS V001 – Disco Polo Show vol.1 1995
- VHS V002 – Disco Polo Show vol.2 1995
- VHS V003 – Złota kolekcja disco polo  1996
- VHS V004 – Złota kolekcja disco polo vol.2 1996
- VHS V005 – Gala piosenki disco polo 1996  (błędnie jako VHS V003)
- VHS V006 – Złote przeboje disco polo vol.1 1997
- VHS V007 – Złote przeboje disco polo vol.2 1997
- VHS V008 – Gala piosenki disco polo vol.2 1997
- VHS V009 – Najlepsze z Najlepszych-Nowe Przeboje Disco Polo vol.2 1997
- VHS V010 – Przeboje'98 Disco Polo 1998
- VHS V011 – Przeboje'98 Disco Polo vol.2 1998